# Пшовани
Пшовани (чеськ. Pšované) — західнослов'янське плем'я, яке відносять до групи чеських племен.
У IX-X століть було частиною полабських сербів, які раніше населяли Чеську долину при злитті Влтави і Лаби (поблизу сучасного Мельника) ще до появи Чеського князівства. Їхні основні племінні фортеці: Пшов, який був розташований на річці Пшовка, правій притоці Лаби, Стара-Болеслав та Пршибор. Назва племені відноситься або до назви замку, або до назви річки.
Сусідами псован на заході було плем'я чехів, на сході і північному сході — чеські хорвати, на північному заході — літомеричі..
Згідно з Християновою легендою, одним з князів пшован був Славібор, чия дочка Людмила була дружиною Боривоя I.